# Radikal 181
Radikal 181 mit der Bedeutung „Kopf“ ist eines von elf der 214 traditionellen Radikale der chinesischen Schrift, die mit neun Strichen geschrieben werden.
Mit 64 Zeichenverbindungen in Mathews’ Chinese-English Dictionary gibt es viele Schriftzeichen, die unter diesem Radikal im Lexikon zu finden sind.
Radikal Kopf nimmt nur in der Langzeichen-Liste traditioneller Radikale, die aus 214 Radikalen besteht, die 181. Position ein. In modernen Kurzzeichen-Wörterbüchern kann es sich an ganz anderer Stelle finden. Im Neuen chinesisch-deutschen Wörterbuch aus der Volksrepublik China steht es zum Beispiel an 170. Stelle.
Das Siegelschrift-Zeichen zeigt einen Menschen (人 ren) mit sehr großem, dadurch hervorgehobenem Kopf. Ursprünglich bedeutete 頁 in der Tat Kopf. In zusammengesetzten Zeichen tritt 頁 meist als Sinnträger auf und stellt dann das Bedeutungsfeld Kopf her wie in 顶 (= höchster Punkt), 颅 (= Schädel), 项 (= Genick), 颈 (= Hals), 额 (= Stirn) und 颜 (= Gesicht).
Die Ur-Bedeutung von 题 (= Thema) ist Stirn, daher die Kopf-Komponente 頁.
Der Zusammenhang zum Kopf besteht auch in 顾 (= sich umsehen), 顿 (= Pause, bedeutete eigentlich Kotau), 叩头 (= Ergebenheitsgeste dem Kaiser gegenüber), 硕 (= groß, bedeutete eigentlich großer Kopf), 领 (ling = Kragen, bedeutete ursprünglich Hals), 颇 (= zu einer Seite geneigt, ursprünglich: Seite des Kopfes).
Das Kurzzeichen (nur in der Volksrepublik China) des Radikals 181 ist 页.
Mit 頁 werden Zeichenverbindungen von U+9801 bis 顴 U+9874 codiert, anschließend daran mit 页 von U+9875 bis 颧 U+98A7.

## Schriftzeichenverbindungen, die vom Radikal 181 regiert werden
| Striche | Zeichen                                                                             |                            |
| ------- | ----------------------------------------------------------------------------------- | -------------------------- |
| +0      | 頁                                                                                  | 页                         |
| +02     | 頂 頃 頄                                                                            | 顶 顷                      |
| +03     | 䪱 䪲 項 順 頇 須 頉                                                                | 顸 项 顺 须                |
| +04     | 䪳 䪴 䪵 頊 頋 頌 頍 頎 頏 預 頑 頒 頓 頙                                           | 顼 顽 顾 顿 颀 颁 颂 颃 预 |
| +05     | 䪶 䪷 䪸 䪹 䪺 䪻 䪼 䪽 䪾 頔 頕 頖 頗 領 頚 領                                     | 颅 领 颇 颈                |
| +06     | 䪿 䫀 䫁 䫂 頛 頜 頝 頞 頟 頠 頡 頢 頣 頦 頧 頨 頩 頪 頫 頬                         | 颉 颊 颋 颌 颍 颎 颏       |
| +07     | 䫃 䫄 䫅 䫆 䫇 䫈 䫉 䫊 頤 頥 頭 頮 頯 頰 頱 頲 頳 頴 頵 頶 頷 頸 頹 頺 頻 頼 頽 頻 | 颐 频 颒 颓 颔 颕 颖       |
| +08     | 䫋 䫌 䫍 䫎 䫏 䫐 䫑 䫒 䫓 頿 顀 顁 顂 顃 顄 顅 顆 顇 顈 顉 顊                      | 颗                         |
| +09     | 䫔 䫕 䫖 䫗 䫘 䫙 䫚 䫛 䫜 䫝 頾 顋 題 額 顎 顏 顐 顑 顒 顓 顔 顕                   | 题 颙 颚 颛 颜 额          |
| +10     | 䫞 䫟 䫠 䫡 䫢 䫣 䫤 䫥 䫦 䫧 顖 顗 願 顙 顚 顛 顜 顝 類 類                         | 颞 颟 颠 颡                |
| +11     | 䫨 䫩 䫪 䫫 顟 顠 顡 顢 顣                                                          |                            |
| +12     | 䫬 䫭 䫮 䫯 䫰 䫱 顤 顥 顦 顧 顨                                                    | 颢 颣                      |
| +13     | 䫲 䫳 䫴 顩 顪 顫                                                                   | 颤                         |
| +14     | 顬 顭 顮 顯                                                                         | 颥                         |
| +15     | 䫵 䫶 顰 颦                                                                         |                            |
| +16     | 䫷 顱 顲                                                                            |                            |
| +17     |                                                                                     | 颧                         |
| +18     | 顳 顴                                                                               |                            |

 Im Unicodeblock Kangxi-Radikale ist das Radikal 181 unter der Codepointnummer 12.212 (U+2FB4) codiert.